# Mirjam Tschopp
Mirjam Tschopp (Zürich, 1976) is een Zwitserse violiste, altvioliste en vioollerares.

## Levensloop
Tschopp studeerde bij Aïda Stucki Piraccini en Franco Gulli en tevens altviool bij Christoph Schiller. Zij maakte op haar dertiende jaar reeds haar debuut als solovioliste. Zij heeft ook deelgenomen aan verscheidene masterclasses met Thornas Brandis en Herman Krebbers. In 1997 behaalde zij haar lesbevoegdheid en concertdiploma's en in 1999 haar solodiploma, alle drie 'met lof'.
Tschopp ontvangt een speciale bijdrage uit de Anne-Sophie Mutter Circle of Friends Foundation. Zij heeft opgetreden met vele beroemde orkesten en dirigenten. Als uitvoerder van kamermuziek verdiende zij haar sporen als altvioliste met het Quartetto Raffaele d'Alessandro. Ook speelde zij in kamermuziekbezetting met beroemdheden als Josef Suk en Peter-Lukas Graf.
Tschopp heeft vooral belangstelling voor moderne muziek en werkt nauw samen met hedendaagse componisten. Zij heeft veel werken van hen in première gebracht, waarvan veel speciaal voor haar zijn gecomponeerd en aan haar zijn opgedragen. In 2003 bracht zij met veel succes het derde vioolconcert van Nicolas Bacri (Parijs, 1961) in Keulen in première.

## Prijzen en competities
- 1994: finaliste viool voor het Concours Eurovision.
- 1997: toelage Migros Cultural Foundation.
- 2000: winnares altviool Max Rostal competitie, Berlijn. Finaliste Concert Artists Guild International Competition in New York.
- 2001: winnares Swiss Ambassador's Award.
- 2003: toelage Kiefer Hablitzel Foundation.

## Registraties
- Opname van de dubbelvioolconcerten van Paul Müller-Zürich, en Hans Schaeuble met Sibylle Tschopp, en de Camerata Zürich onder leiding van Raeto Tschupp.
- Opname van het vioolconcert opus 44 van Ahmet Adnan Saygun met de Staatsphilharmonie Rheinland-Pfalz onder leiding van Ari Rasilainen op het Duitse cd-label CPO.